# Tantilla semicincta
Tantilla semicincta är en ormart som beskrevs av Duméril, Bibron och Duméril 1854. Tantilla semicincta ingår i släktet Tantilla och familjen snokar. Inga underarter finns listade i Catalogue of Life.
Denna orm förekommer med flera från varandra skilda populationer i nordöstra Colombia och i angränsande områden av Venezuela. Arten lever i låglandet och i bergstrakter upp till 950 meter över havet. Den vistas i lövfällande skogar och buskskogar. Ibland besöks angränsande jordbruksmark. Honor lägger ägg.
För beståndet är inga hot kända. Antagligen har Tantilla semicincta bra anpassningsförmåga. IUCN listar arten som livskraftig (LC).